# Tóth László (festő, 1926–2009)
Tóth László (Nyíregyháza, 1926. augusztus 10. – Budapest, 2009.) festőművész. Felesége Garabuczy Ágnes, fia Tóth László, mindketten festőművészek.

## Életútja
1957-ben diplomázott a Magyar Képzőművészeti Főiskolán, ahol mesterei Szőnyi István és Hincz Gyula voltak. Tanulmányúton járt a Szovjetunióban, Ausztriában, Olaszországban és Franciaországban. „Művészetében az ősi népi kultúrkincset ötvözi az európai festészeti hagyományokkal. Monumentális hatású művein mágikus jelek és írásstruktúrák tűnnek fel. A képzőművészet és a zene összefüggéseit is kutatja. Bartók Béla zenéje állandó inspirációs forrása.”

## Díjak, elismerések
- 1948: Kelet-magyarországi I. díj
- 1959: Fiatal Képzőművészek Stúdiója I. díj
- 1977: Népművészet Szellemében Kiállítás I. díj

## Egyéni kiállítások
- 1960 • Fiatal Művészek Stúdiója, Budapest
- 1963 • Mednyánszky Terem, Budapest
- 1967 • Ferencvárosi Pincegaléria, Budapest (Garabuczy Ágnessel)
- 1971 • École Superieure des Beaux-Arts [Garabuczy Ágnessel], Strasbourg
- 1976 • Műcsarnok, Budapest [Garabuczy Ágnessel] • Kassák Klub, Budapest
- 1977 • Mall Gallery [Garabuczy Ágnessel], London • Medgyessy Terem, Debrecen
- 1987 • Galerie von Almsick, Gronau-Epe (D).

## Válogatott csoportos kiállítások
- 1957 • Tavaszi Tárlat, Műcsarnok, Budapest
- 1958 • V. Vásárhelyi Őszi Tárlat, Tornyai János Múzeum, Hódmezővásárhely • Fiatal Művészek Stúdiója-kiállítás, Ernst Múzeum, Budapest
- 1959 • 7. Magyar Képzőművészeti kiállítás, Műcsarnok, Budapest
- 1961, 1966 • Fiatal Művészek Stúdiója-kiállítás, Ernst Múzeum, Budapest
- 1977 • Népművészet szellemében
- 1978 • Hôtel Drouot, Párizs
- 1980 • Művészeti Alap Vásárlásai '80, Műcsarnok, Budapest
- 1984 • Országos Képzőművészeti kiállítás '84, Műcsarnok, Budapest
- 1985 • 40 alkotó év, Műcsarnok, Budapest
- 1993 • Találkozások, Művészetek Háza, Szekszárd

## Művei
| Cím                            | Évszám       | Anyag        | Méret        | Lásd |
| ------------------------------ | ------------ | ------------ | ------------ | ---- |
| Téli égbolt                    | 1980-as évek | olaj, vászon | 65x80 cm     |      |
| Piknik a napfényes domboldalon |              | olaj, vászon | 100x130,5 cm |      |
| Csendélet                      |              | olaj, vászon | 60x80 cm     |      |
| Csendélet furulyával           |              | olaj, vászon | 60x80 cm     |      |
| Néma dombok                    |              | olaj, vászon | 60x80 cm     |      |
| Csendélet kis kossal           |              | olaj, vászon | 60x80 cm     |      |
| Néma dombok                    |              | olaj, vászon | 65x80 cm     |      |
| Csendélet bicsakkal            |              | olaj, vászon | 60x80 cm     |      |
| Csendélet                      |              | olaj, vászon | 65x80 cm     |      |
| Csendélet                      |              | olaj, vászon | 60x80 cm     |      |
| Folklór                        |              | olaj, vászon | 60,5x80 cm   |      |
| Pipacsok                       |              | olaj, vászon | 60x80 cm     |      |
| Csendélet népi tárgyakkal      |              | olaj, vászon | 60x80 cm     |      |
| Margarétás csendélet           |              | olaj, vászon | 76x61 cm     |      |
| Csendélet tárgyakkal           |              | olaj, vászon | 60x80 cm     |      |
| Alkonyat                       |              | olaj, vászon | 60x80 cm     |      |
| Divertimento                   |              | olaj, vászon | 65x80 cm     |      |
| Csendélet gyertyával           |              | olaj, vászon | 60x80 cm     |      |
| Kulacsos csendélet             |              | olaj, vászon | 60x80 cm     |      |
| Bartók Béla emlékére           |              | olaj, vászon | 65x80 cm     |      |
| Fényhozó                       | 1966         | olaj, vászon | 50x40 cm     |      |
| Tükrösök                       |              | olaj, vászon | 60x80 cm     |      |
| Csendéletes                    |              | olaj, vászon | 60x80 cm     |      |
| Népi edények                   |              | olaj, vászon | 60x80 cm     |      |

### Művei közgyűjteményekben
- Damjanich János Múzeum, Szolnok
- Déri Múzeum, Debrecen
- Jósa András Múzeum, Nyíregyháza
- Magyar Nemzeti Galéria, Budapest
- Móra Ferenc Múzeum, Szeged
- Tornyai János Múzeum, Hódmezővásárhely
- Vay Ádám Múzeum, Vaja.